# Q〜わたしの思考探究
『Q〜わたしの思考探究』（キューわたしのしこうたんきゅう）は、2011年1月8日から3月26日までNHK教育で放送されたトーク番組である。

## 概要
人生の中で強く感じた疑問を提示するタレントの「謎かけ人」が、学術的にその問題に取り組んできた文化人の「賢者」と対面する。その疑問とどのように向き合えば良いか、答えを導いていくトーク番組である。

## 放送データ
- 放送時間:土曜日 23:45 - 24:15／翌週土曜日 10:30 - 11:00
- 司会：上田紀行、小池栄子
- ナレーター：江原正士

東日本大震災のため放送中止になった2011年3月12日放送予定の回は、8月27日に振り替え放送された。

## 放送リスト
| 放送日        | テーマ                     | 謎かけ人       | 賢者       |
| ------------- | -------------------------- | -------------- | ---------- |
| 2011年1月8日  | 自分とは何か               | 冨永愛         | 鷲田清一   |
| 2011年1月15日 | なぜ戦争はなくならないのか | サヘル・ローズ | 伊勢崎賢治 |
| 2011年1月22日 | 言葉とは何か               | 又吉直樹       | 町田健     |
| 2011年1月29日 | 働く意義とは               | カンニング竹山 | 橘木俊詔   |
| 2011年2月5日  | 恋愛とは何か               | 光浦靖子       | 泉谷閑示   |
| 2011年2月12日 | 哲学的に考えるとは         | 石川直樹       | 入不二基義 |
| 2011年2月19日 | 幸せを感じる社会とは       | 川嶋あい       | 川本隆史   |
| 2011年2月26日 | 賢い人づきあいとは         | 鳥居みゆき     | 菅野仁     |
| 2011年3月5日  | 時間とは何か               | マギー         | 植村恒一郎 |
| 2011年3月19日 | 運と人生の関わりとは       | 品川祐         | 植島啓司   |
| 2011年3月26日 | 心豊かな生き方とは         | 長塚圭史       | 竹田青嗣   |
| 2011年8月27日 | 死とどう向き合うか         | 中邑真輔       | 廣井良典   |

## スタッフ
- 制作統括：田村在也、中村貴子
- デスク：柿野上敦史
- プロデューサー：今野徹（イースト・エンタテインメント）
- ディレクター：田川博之、末永みはる、岡亨、高橋恵理香、小池伊織、水野潤、高野裕樹（イースト・エンタテインメント）
- リサーチ：牟田口有希、深水真紀子、斎藤哲也、有住順宏
- テーマ音楽：DAISHI DANCE